# Чагодоща
Чагодоща (у верхів'ї Чагода) — річка в Ленінградській та Вологодській областях Росії, ліва і найбільша притока річки Молога (басейн Волги). На ділянці від витоку до гирла Песі називається Чагода.
Довжина річки — 242 км, площа сточища — 9680 км², середня витрата за 112 км від гирла - 58 м³/с (що відповідає річному стоку, рівному 1,8 км³). Живлення змішане, з переважанням снігового. Замерзає в листопаді — грудні, розкривається в квітні — на початку травня.
На річці розташоване селище Чагода.
Чагода має витоки із Шипковського озера на Тихвінському пасмі на південному сході Ленінградської області, тече головним чином на схід. Ширина річки у верхній течії — близько 20 метрів, нижче гирла Горюн річка розширюється до 50-60 метрів, нижче гирла Песі ширина перевищує 100 метрів, однак на порожистих ділянках річка звужується. Береги річки майже на всій довжині лісисті, іноді урвисті. Плин середній, прискорений на перекатах і невеликих поріжках.
Перекати на річці знаходяться у верхній течії, нижче селища Чагода вони зникають, річка на цій ділянці тече повільно, сильно петляє і утворює багато стариць. Проте в нижній течії перед впаданням в Мологу плин знову прискорюється і річка знову утворює ланцюжок перекатів і невеликих порогів — Горинь, Буг, В'яльське пасмо. Річка обмежено судноплавна під час високої води.
Річка була частиною Тихвинської водної системи.